# Дивне кости (филм)
Дивне кости (енгл. The Lovely Bones) је амерички натприродни трилер-драмски филм редитеља Питера Џексона из сценарија који је написао са Фран Волш и Филипом Бојенс. Заснован је на истоименом роману из 2002. године Алис Себолд и главне улоге играју Марк Волберг, Рејчел Вајс, Сузан Сарандон, Стенли Тучи, Мајкл Империоли и Серше Ронан. Радња прати девојчицу која је убијена и надгледа своју породицу из „оног између” и разапета је између тога да се освети свом убици и дозволи породици да се опорави.
Међународну копродукцију између Сједињених Држава, Уједињеног Краљевства и Новог Зеланда, филм су продуцирали Каролин Канингам, Волшова, Џексон и Еме Пејроне, са Стивеном Спилбергом, Тесом Рос, Кеном Каминсом и Џејмсом Вилсоном као извршним продуцентима. Главно снимање започето је у октобру 2007. на Новом Зеланду и Пенсилванији. Музику филма компоновао је Брајан Ино.
Филм Дивне кости издат је 26. децембра 2009. на Новом Зеланду и затим у јануару 2010. године међународно. Датум издања у Северној Америци је промењен неколико пута, са ограниченим издањем почев од 11. децембра 2009. и ширем издањем од 15. јануара 2010. године. Филм је издат 20. фебруара 2010. године у Србији. Добио је углавном мешовите критика критичара; прича и његова порука су углавном критиковани, уз похвале углавном усмерене на визуелне ефекте, режију Питера Џексона и наступе Ронанове и Тучија. Првог викенда издања, у ограниченом издању, зарадио је 116.616 америчких долара, упркос томе што је приказан у само три биоскопа, чиме је постављен на 30. место на благајнама. Филм Дивне кости зарадио је 44 милиона америчких долара у Северној Америци. Филм је такође добио бројна признања, са Тучијем номинованим за Оскара за најбољег глумца у споредној улози.

## Радња
Године 1973, 14-годишња средњошколка бруцошкиња Сузи Салмон сања да постане фотограф. Једног дана, Реј, дечак у ког је заљубила, пита је да изађу. Док је Сузи пролазила кроз кукурузно поље ка путу кући, налетела је на свог комшију Џорџа Харвија, који је наговара у подземно „дечје скровиште” које је саградио. Сузи се непријатно осећа и покушава да оде; Харви је зграби и призор бледи док се види како она јури поред своје узнемирене школске колегице Рут Конорс, наизглед бежећи од Харвејеве јазбине.
Салмонови се забрину када Сузи не успе да се врати кући из школе. Отац Џек је тражи, док мајка Абигејл чека полицију. У граду Сузи види Џека, који јој не одговара на њено викање. Сузи трчи кући и проналази Харвија како се намаче у кади. Након што је видела крваво купатило и њену наруквицу како висе на славини судопера, Сузи схвата да никада није побегла из подземне јазбине и Харви ју је убио. Вриштећи, она је увучена у „оном између”, који није ни рај ни Земља. Одатле, Сузи пази на своје најмилије и опире се својој новој другарици Холи из загробног живота која је наговара да се пусти.
Истражујући Сузин нестанак са детективом Фенерманом, Џек верује да је Сузи убио неко кога је познавала. Истражује комшије и на крају сумња да је Харви убица. Фенерман није у могућности да нађе доказ, јер је Харви пажљиво скривао доказе. Сузина сестра Линдси слаже се са Џековим сумњама, али њихов рад на случају узима данак Абигејл. Абигејлина мајка, алкохоличарка Лин, усељава се у кућу. Осећајући се отуђеном од супруга, Абигејл одлази у Калифорнију. Сузи у свом загробном животу сазнаје да је Харви, који је Линдси циљао као своју следећу жртву, убио шест других девојчица, укључујући Холи, и да је Сузино тело стрпао у велики сеф у свом подруму.
Једне ноћи, Џек, носећи бејзбол палицу, прати Харвија до поља кукуруза. Међутим, Џек случајно налети на тинејџерски пар. Дечак, мислећи да ће бити нападнути, туче Џека скоро до смрти док Харви посматра у близини. Док се Џек опоравља, Линдси упада у Харвијеву кућу тражећи доказе да је убио Сузи. На спрату проналази свеску у којој се налази скица подземне јазбине, прамен Сузиине косе и новински чланци о Сузиином нестанку. Харви се враћа и замало ухвати Линдси, али она побегне и одјури кући и открива да се њена мајка вратила. Бележницу даје баки која контактира полицију. Харви је већ побегао из куће – поневши са собом сеф у коме се налазило Сузиино тело.
Сузин загробни живот почиње да се шири у већи рај, а дочекују је и друге Харвијеве жртве. Одупире се Холином наговарању да уђе у рај заједно са осталима, тврдећи да има још једну последњу ствар. У међувремену, Сузини школски другови Рут и Реј присутни су кад Харви одвезе сеф на одлагалиште понорница на имању Конорових. Сузи се враћа на Земљу и улази у Рутино тело, због чега Рут пада у несвест. Реј жури у помоћ Рут када схвати да је она постала Сузи. Они се љубе, испуњавајући Сузину последњу жељу, и она се враћа у рај. У међувремену, Харви баца сеф у вртачу, остављајући га да нестаје у мутној води док се одвози.
Нешто касније, Харви среће младу жену испред залогајнице и нуди јој превоз, али она га одбија и одлази. Велика леденица пада са горње гране, ударајући Харвеиево раме, узрокујући да падне уназад преко стрме литице и умире. Време пролази, а Сузи види да се њена породица опоравља, што Сузи назива „дивним костима” које су израсле око њеног одсуства. Сузи коначно улази у рај, говорећи публици: „Зовем се Салмон, попут рибе; име Сузи. Имала сам 14 година када сам убијена 6. децембра 1973. Била сам овде на тренутак, а затим ме више није било. Желим вам свима дуг и срећан живот”.

## Улоге
| Глумац                | Улога                 |
| --------------------- | --------------------- |
| Серше Ронан           | Сузи Салмон           |
| Стенли Тучи           | Џорџ Харви            |
| Марк Волберг          | Џек Салмон            |
| Рејчел Вајс           | Абигејл Салмон        |
| Сузан Сарадон         | бака Лин              |
| Роуз Макајвер         | Линдси Салмон         |
| Мајкл Империоли       | детектив Лен Фенерман |
| Кристијан Томас Ашдел | Бакли Салмон          |
| Рис Ричи              | Реј Синг              |
| Чарли Сакстон         | Роналд Дрејк          |
| Аманда Мишалка        | Клариса               |
| Керолин Дандо         | Рут Конорс            |
| Ники Суху             | Дениз „Холи” ле Анг   |
| Џејк Абел             | Брајан Нелсон         |
| Томас Макарти         | директор Кејден       |